# La nouvelle manga
La Nouvelle Manga is een artistieke beweging die Franco-Belgische striptekenaars en mangaka samenbrengt. De naam werd voor het eerst gebruikt door Kiyoshi Kusumi, de uitgever van het Japans manga magazine Comickers. Dit gebeurde in referentie naar Frans expat Frédéric Boilet die het merendeel van zijn carrière in Japan doorbracht en in 2008 terug naar Frankrijk trok. Boilet nam de term zelf over en moedigde andere tekenaars aan om zich bij de beweging aan te sluiten.

## Geschiedenis
De La Nouvelle Manga beweging ontstond uit enkele observaties. Enerzijds viel het op dat Europese films vaak over het dagelijkse leven gaan, terwijl Franco-Belgische strips zeer lang beperkt waren tot stereotype genres zoals sciencefiction of westerns. Japanse stripauteurs daarentegen halen zeer veel inspiratie uit het dagelijkse leven. Dit soort strips worden echter zelden vertaald buiten Japan. Het doel van deze beweging is dan ook om een brug te bouwen tussen beide stripculturen.
Hoewel La Nouvelle Manga vaak als alternatieve strips worden beschouwd, worden deze regelmatig ook via mainstream kanalen uitgegeven. Boilet gaf bijvoorbeeld strips uit in Japanse seinen magazines zoals Big Comics, maar ook via Spore in Japan, Ego Comme X in Frankrijk en Fanfare/Ponent Mon in de Verenigde Staten.
La Nouvelle Manga wordt beschreven met het vrouwelijke partikel la in plaats van het mannelijke le. Dit is omdat le manga in Frankrijk wordt gebruikt om de mainstream, actievolle manga te beschrijven die populair zijn in Frankrijk.
Voorbeelden van artiesten die verbonden zijn aan La Nouvelle Manga zijn onder meer: 
Moyoco Anno, Aurélia Aurita, David B., Matthieu Blanchin, Frédéric Boilet, Nicolas de Crécy, Étienne Davodeau, Yoji Fukuyama, Emmanuel Guibert,  Kazuichi Hanawa, Daisuke Igarashi, Little Fish, Taiyō Matsumoto, Fabrice Neaud, Loïc Néhou, Benoît Peeters, Frédéric Poincelet, David Prudhomme, François Schuiten, Joann Sfar, Kiriko Nananan, Hideji Oda, Kan Takahama, Jiro Taniguchi, Yoshiharu Tsuge, Vanyda en Naito Yamada.
In september en oktober 2001 vonden een grote tentoonstelling en een debatcyclus plaats in Tokio over La Nouvelle Manga.
La Nouvelle Manga bestaat ook digitaal onder de naam La Nouvelle Manga Digitale. Dit is een creatie van Fred Boot.

## Nouvelle manga in het Engels
- Yukiko's Spinach - Frédéric Boilet (Fanfare/Ponent Mon, 2003)
- Monokuro Kinderbook - Kan Takahama (Fanfare/Ponent Mon, 2003)
- Mariko Parade - Frédéric Boilet & Kan Takahama (Fanfare/Ponent Mon, 2004)
- Doing Time - Kazuichi Hanawa (Fanfare/Ponent Mon, 2004)
- The Walking Man - Jiro Taniguchi (Fanfare/Ponent Mon, 2004)
- Blue - Kiriko Nananan (Fanfare/Ponent Mon, 2005)
- The Times of Botchan vol. 1 - Jiro Taniguchi & Natsuo Sekikawa (Fanfare/Ponent Mon, 2005)
- The Times of Botchan vol. 2 - Jiro Taniguchi & Natsuo Sekikawa (Fanfare/Ponent Mon, 2005)
- Japan as Viewed by 17 Creators - Verscheidene auteurs (Fanfare/Ponent Mon, 2006)
- A Patch of Dreams - Hideji Oda (Fanfare/Ponent Mon, 2006)
- Sweet Cream and Red Strawberries - Kiriko Nananan (Central Park Media, 2006)
- The Building Opposite - Vanyda (Fanfare/Ponent Mon, 2006)